# Rafe Spall
Rafe Joseph Spall (Londen, 10 maart 1983) is een Brits acteur.
Spall werd geboren in de King's College Hospital in de Londense wijk Camberwell. Hij komt uit een gezin van drie kinderen, van wie hijzelf de middelste is. Hij heeft nog een oudere en jongere zus en hij is de zoon van de acteur Timothy Spall, hiermee treedt hij als enige van het gezin in de voetsporen van zijn vader. In zijn acteer loopbaan heeft hij vaak een samenwerking met regisseur en filmproducent Edgar Wright, waaronder de films Shaun of the Dead, Hot Fuzz en The World's End. Spall had daarmee ook een samenwerking met de acteurs Simon Pegg en Nick Frost. In 2007 speelde hij samen met zijn vader in de televisiefilm A Room with a View waarin ze de rollen van vader en zoon spelen. Maar hij is het meest bekend met rollen in de films Prometheus, Life of Pi en Jurassic World: Fallen Kingdom.
Spall is in 2010 getrouwd met de actrice Elize du Toit, samen hebben ze twee kinderen.

## Filmografie
- 2001: Beginner's Luck als ...
- 2004: Shaun of the Dead als Noel
- 2004: The Calcium Kid als Stan Parlour
- 2005: Hooligans als Swill
- 2006: Kidulthood als Lenny
- 2006: The Last Drop als Pvt. David Wellings
- 2006: A Good Year als Lenny
- 2007: Hot Fuzz als DC Andy Cartwright
- 2007: Grindhouse als Featured Ghost
- 2009: The Scouting Book for Boys als Steve
- 2010: Sus als D.C. Wilby
- 2011: One Day als Ian
- 2011: Anonymous als William Shakepeare
- 2012: Prometheus als Millburn
- 2012: Earthbound als Joe Norman
- 2012: Life of Pi als schrijver
- 2013: I Give It a Year als Josh
- 2013: The World's End als Young Man
- 2013: What If als Ben
- 2014: X+Y als Humphreys
- 2014: Get Santa als Steve
- 2015: The Big Short als Danny Moses
- 2016: The BFG (Nederlands: De GVR) als Mr. Tibbs
- 2016: Swallows and Amazons als kapitein Flint
- 2016: Mum's List als Singe
- 2017: The Ritual als Luke
- 2018: Jurassic World: Fallen Kingdom als Eli Mills

## Televisie

### Televisiefilms
- 2002: Out of Control als Ray
- 2003: The Lion in Winter als Prince John
- 2004: The Legend of the Tamworth Two als Crustie
- 2006: The Chatterley Affair als Keith
- 2006: Cracker als DS McAllister
- 2006: Wide Sagasso sea als Edward Rochester
- 2006: Dracula als Jonathan Harker
- 2007: A Room with a view als George Emerson
- 2008: He Kill Coppers als Frank Taylor
- 2008: Frankie Howard: Rather You Than Me als Dennis Heymer
- 2015: Harry Price: Ghost Hunter als Harry Price
- 2018: Grandpa's Great Escape als volwassen Jack (stem)
- 2019: Trying als Jason

### Televisieseries
- 2005: The Rotter's Club als Sean Harding (3 afl.)
- 2005: Twisted Tales als Dominic (1 afl.)
- 2006: The Romantics als John Clare (miniserie)
- 2009: Agatha Christie's Marple als Roger Bassington (1 afl.)
- 2009: Desperate Romantics als William Holman Hunt (6 afl.)
- 2010: Pete Versus Life als Pete Griffiths (11 afl.)
- 2011: The Shadow Line als Jay Wratten (miniserie, 6 afl.)
- 2014: Black Mirror als Joe Potter (1 afl.)
- 2015: Sons of Liberty als John Hancock (miniserie, 3 afl.)
- 2016: Roadies als Reg Whitehead (10 afl.)